# Gianni Fabbri
Gianni Fabbri all'anagrafe Giovanni Battista Fabbri (Venezia, 2 settembre 1939) è un architetto italiano. 
Laureatosi presso lo IUAV nel 1965 con Giuseppe Samonà, ha sempre affiancato l'esercizio della professione alla ricerca e all'attività universitaria. Fu uno dei fondatori del "Gruppo Architettura" nel 1968 e ne fece parte fino allo scioglimento nel 1975.

## Carriera accademica
Gianni Fabbri ha iniziato l'attività didattica presso l'Università IUAV di Venezia nel 1965 a fianco di Carlo Aymonino, del quale fu assistente fino al 1971. In seguito divenne professore incaricato di Elementi di Composizione e, dal 1982 al novembre 2009, è stato titolare della cattedra di Progettazione Architettonica e Urbana.

Sempre per l'università veneziana ha ricoperto incarichi istituzionali, divenendo Prorettore e Presidente del Corso di Laurea in Architettura dal 1987 al 1993, nonché Direttore della Laurea magistrale dal 2007 al 2009. Fino al 2009 è stato un componente del Collegio dei Docenti del “Dottorato di ricerca in Composizione architettonica” dell'Università Iuav di Venezia, mentre dal 2010 vi partecipa in qualità di “esperto di alta qualificazione”.

Nel 1985 è stato inoltre visiting professor presso la University of Southern California.

Ha tenuto numerosi workshop di progettazione ed è stato promotore e responsabile scientifico del Master in “Progettazione di edifici per il culto”, organizzato in collaborazione tra la Facoltà di Architettura dell'Università Iuav di Venezia e la Facoltà di Ingegneria dell'Università degli Studi di Trento e svoltosi a Trento nel 2006/07.

## Progetti
Gianni Fabbri ha elaborato svariati progetti architettonici, urbani e di restauro, fra i quali: 
- 1971 - Nuovi impianti sportivi del Comune di Cavarzere (VE)
- 1975 - Piano particolareggiato del centro storico di Pesaro (con il "Gruppo Architettura")
- 1983 - Concorso per la ristrutturazione degli Isolati Centrali della Città di Abano Terme (PD). Primo premio.
- 1985 - Concorso per la ristrutturazione della sede centrale del Banco San Paolo in Piazza San Carlo a Torino. Primo premio.
- 1985 - Ristrutturazione urbanistico-edilizia dell'area Altobello a Mestre-Venezia
- 1987 - Concorso a inviti per la progettazione architettonica preliminare del nuovo Centro Alisarda a Olbia (SS)
- 1991 - Casa per il Villaggio dei bambini dottor Korczak a Oświęcim in Polonia
- 1991 - Concorso per la nuova sede della Fiera di Bolzano. Premiato.
- 1996 - Ristrutturazione e restauro della ex chiesa di Santa Giustina a Venezia
- 1997 - Ristrutturazione e restauro della ex Scuola Grande della Misericordia a Venezia.
- 1998 - Ristrutturazione e restauro del Teatro della Fortuna a Fano (PS)
- 1999 - Concorso per la ristrutturazione del Gauforum di Weimar in Germania. Premiato.
- 2002 - Concorso per la riqualificazione e valorizzazione dell'area dell'Arco di Traiano a Benevento. Premiato.
- 2002 - Ristrutturazione e restauro del complesso di Villa Dora a San Giorgio di Nogaro (UD)
- 2005 - Ristrutturazione e restauro del Teatro Ruzante a Padova
- 2007 - Prototipi di stazioni e piattaforme di sicurezza della ferrovia metropolitana sub-lagunare di Venezia
- 2008 - Ristrutturazione e restauro dell'ex Fornace da Re a Mestre-Venezia

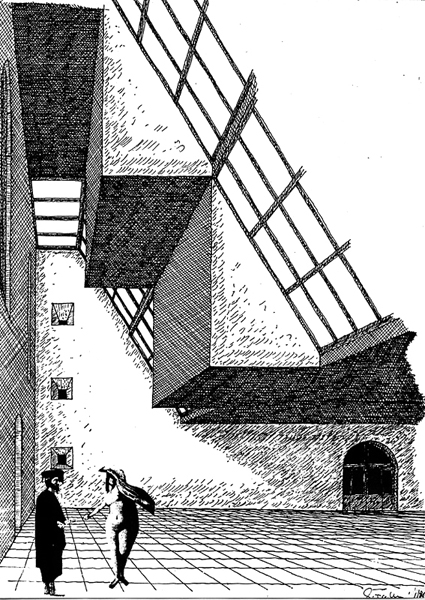
Restauro dell'ex Chiesa di Santa Giustina, Venezia (1996), studio degli spazi interni
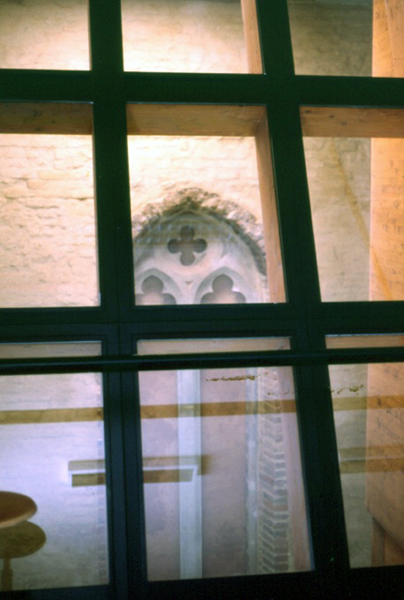
Restauro dell'ex Chiesa di Santa Giustina, Venezia (1996), dettaglio degli interni
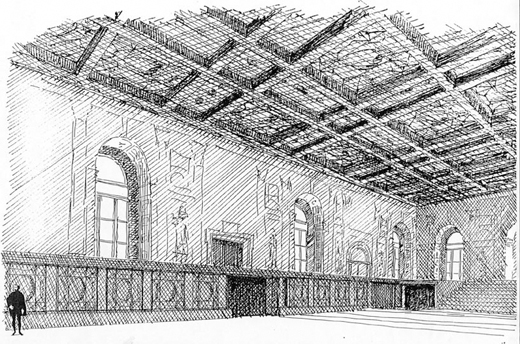
Progetto di ristrutturazione e restauro dell'ex Scuola Grande della Misericordia, Venezia (1997), studio della sala principale
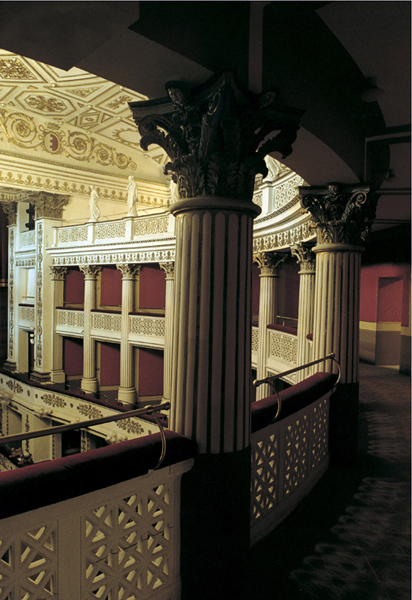
Restauro del Teatro della Fortuna, Fano (1998), veduta della sala Poletti
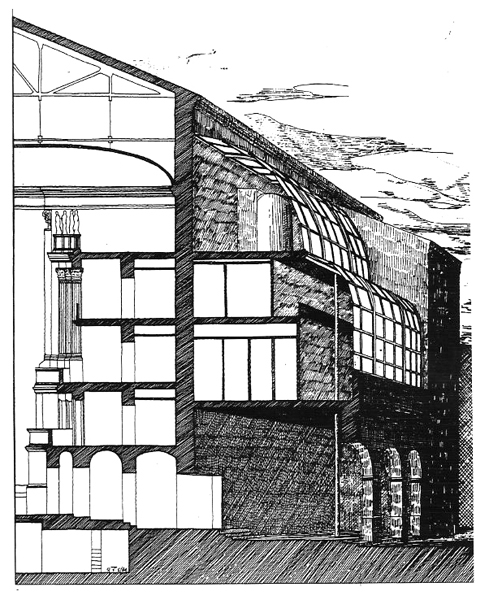
Restauro del Teatro della Fortuna, Fano (1998), sezione
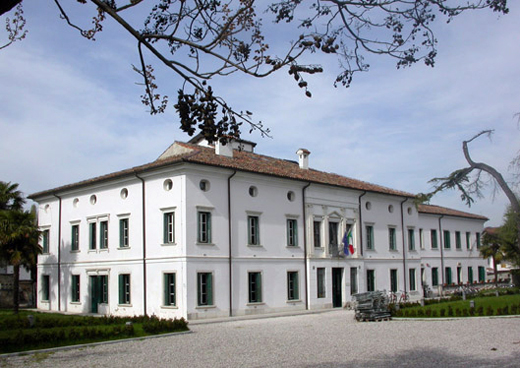
Ristrutturazione e restauro del complesso di Villa Dora, San Giorgio di Nogaro (2002), vista delle facciata storica
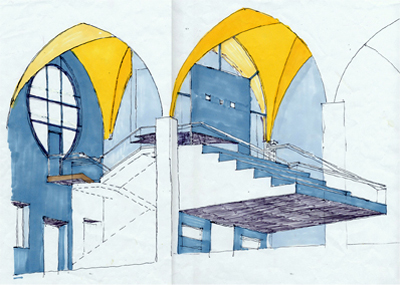
Ristrutturazione e restauro del Teatro Ruzante, Padova (2005), studio degli interni
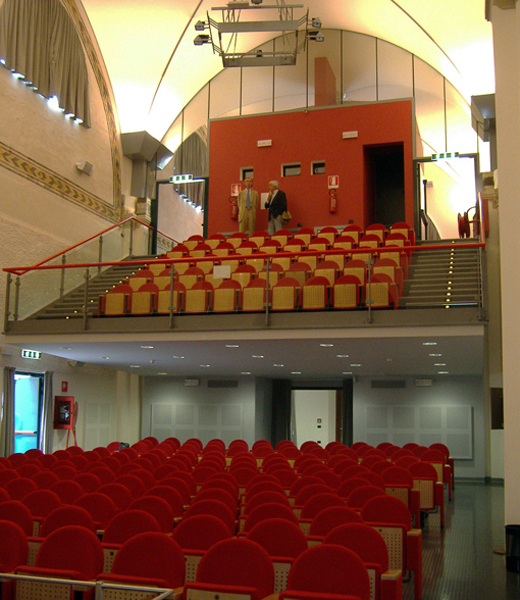
Ristrutturazione e restauro del Teatro Ruzante, Padova (2005), vista degli interni
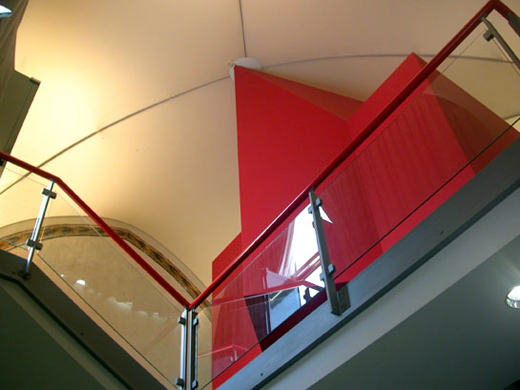
Ristrutturazione e restauro del Teatro Ruzante, Padova (2005), dettaglio degli interni

## Mostre

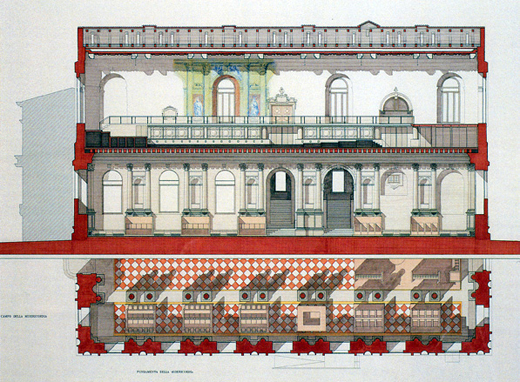
Progetto di ristrutturazione e restauro dell'ex Scuola Grande della Misericordia, Venezia (1997), particolare della pianta e sezione

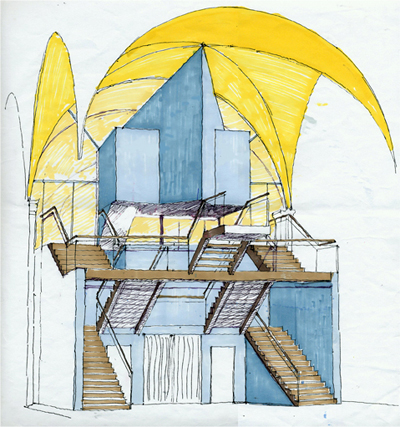
Ristrutturazione e restauro del Teatro Ruzante, Padova (2005), studio degli interni

I progetti di Gianni Fabbri sono stati esposti in numerose mostre d'architettura, fra le quali: 
- 1973 - “Venezia città-porto”, Triennale di Milano
- 1985 - “Progetto Venezia”, Mostra internazionale di architettura della Biennale di Venezia
- 1995 - “Il Centro altrove”, XIX Triennale di Milano
- 1995 - “Venezia, città degli studi” al Centro Culturale Le Zitelle, Venezia
- 1998 - “Progetti di Architetti Italiani” a Beirut, Damasco e Il Cairo
- 1999 - “Venezia. La Nuova Architettura”, Fondazione Giorgio Cini, Venezia
- 2009 - “Una Metropolitana sub-lagunare per Venezia”, Università Iuav di Venezia

## Pubblicazioni

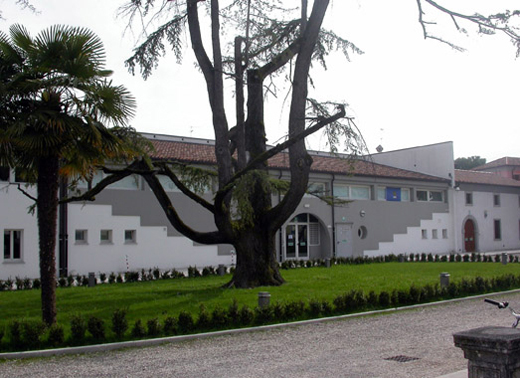
Ristrutturazione e restauro del complesso di Villa Dora, San Giorgio di Nogaro (2002), le barchesse

Gianni Fabbri ha scritto e curato testi e monografie sulla progettazione architettonica e urbana, fra cui: 
- La città di Padova, con altri autori, Officina, Roma 1970, su officinaedizioni.it. URL consultato il 5 gennaio 2012 (archiviato dall'url originale il 9 giugno 2008).
- Le città capitali del XIX secolo. Parigi e Vienna, con C. Aymonino e A. Villa, Officina, Roma 1975 e 1986, su officinaedizioni.it. URL consultato il 5 gennaio 2012 (archiviato dall'url originale il 9 giugno 2008).
- Il luogo del progetto, CLUVA, Venezia 1990
- Architettura in luoghi limite, UTET, Torino 1996
- Gianni Fabbri (a cura di), La scuola Grande della Misericordia a Venezia - Storia e progetto, Skira, 2000  [1999], OCLC 888883891. URL consultato il 13 luglio 2020 (archiviato il 13 luglio 2020).
- Venezia: quale modernità. Idee per una città capitale, FrancoAngeli, Milano 2005, su francoangeli.it.
- Forme del movimento. Progetti per infrastrutture lineari in contesti storici e ambientali di Rilievo, Officina, Roma 2008, su officinaedizioni.it. URL consultato il 5 gennaio 2012 (archiviato dall'url originale il 24 gennaio 2009).
- F. Scarpi (a cura di), Architettura e infrastrutture del trasporto urbano su rotaia. Opere e contesti, Il Poligrafo, 2009
- Testimonianze sull'architettura, ed. Il Poligrafo, Padova 2014.
- Venezia, la laguna, il porto e il gigantismo navale (con Giuseppe Tattara), ed. Moretti&Vitali, Bergamo 2015.
- Il dossier Unesco e una città allo sbando (con Franco Migliorini e Giuseppe Tattara), ed. Cafoscarina 2019.
- A proposito di Castiglia. Lihad e Guerra Santa. Città e architetture nel conflitto tra mondo musulmano e mondo cristiano, ed. Lettera22, Siracusa 2021.
- Carlo Aymonino e le svolte della storia, ed. Anteferma, 2023.